# Список голів Херсонської облдержадміністрації
| №  | Голова | Голова                           | Термін повноважень      | Роки життя | Президент | Примітки                                                |
| -- | ------ | -------------------------------- | ----------------------- | ---------- | --------- | ------------------------------------------------------- |
| 1  |        | Мельников Олександр Тихонович    | 23.03.1992 - 21.07.1994 |            |           | як Представник Президента України у Херсонській області |
| 2  |        | Жолобов Віталій Михайлович       | 11.07.1995 - 07.06.1996 |            |           |                                                         |
| 3  |        | Карасик Юрій Михайлович          | 07.06 - 08.08.1996      |            |           |                                                         |
| 4  |        | Кушнаренко Михайло Михайлович    | 28.07.1997 - 07.04.1998 |            |           |                                                         |
| 5  |        | Касьяненко Анатолій Іванович     | 07.04.1998 - 15.07.1999 |            |           |                                                         |
| 6  |        | Вербицький Олександр Євгенович   | 17.07.1999 - 01.12.2001 |            |           |                                                         |
| 7  |        | Кравченко Юрій Федорович         | 01.12.2001 - 21.05.2002 |            |           |                                                         |
| 8  |        | Юрченко Анатолій Петрович        | 21.05.2002 - 05.07.2004 |            |           |                                                         |
| 9  |        | Довгань Сергій Васильович        | 05.07 - 11.10.2004      |            |           |                                                         |
| 10 |        | Ходаковський Володимир Федорович | 11.10.2004 - 17.01.2005 |            |           |                                                         |
| 11 |        | Сіленков Борис Віталійович       | 04.02.2005 - 18.03.2010 |            |           |                                                         |
| 12 |        | Гриценко Анатолій Павлович       | 18.03 - 18.06.2010      |            |           |                                                         |
| 13 |        | Костяк Микола Михайлович         | 18.06.2010 - 02.03.2014 |            |           |                                                         |
| 14 |        | Одарченко Юрій Віталійович       | 02.03 - 18.08.2014      |            |           |                                                         |
| 15 |        | Путілов Андрій Станіславович     | 09.09.2014 - 18.12.2015 |            |           |                                                         |
| 16 |        | Гордєєв Андрій Анатолійович      | 28.04.2016 - 12.04.2019 |            |           |                                                         |
| 17 |        | Гусєв Юрій Веніамінович          | з 11.07.2019            |            |           |                                                         |